# Caricabotte

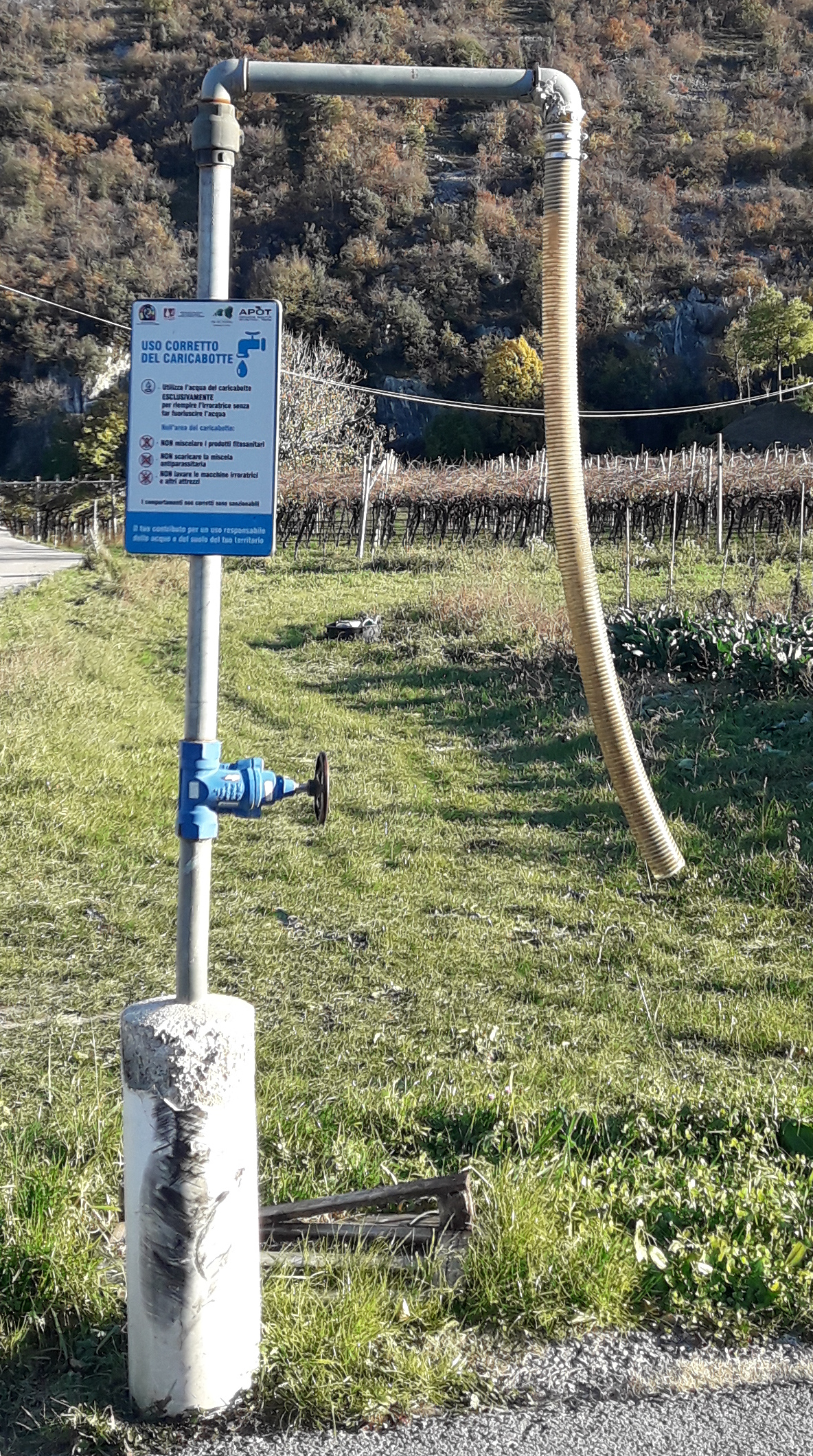
Caricabotte

Il caricabotte è un distributore d'acqua realizzato per il riempimento di rimorchi agricoli o mezzi simili adibiti all'irrigazione o ai trattamenti fitosanitari, come ad esempio gli atomizzatori. La parte terminale è composta da un tubo di mandata di diametro adeguato ad un flusso consistente, flessibile e posto abbastanza in alto per consentire un agevole posizionamento nella botola di carico della cisterna. A monte possono essere installate elettrovalvole o altri dispositivi di controllo per riservarne l'utilizzo ai soli autorizzati o per la gestione remota.
Sono localizzati in aree agricole, normalmente gestiti da consorzi  e utilizzati dagli aderenti secondo regolamenti propri .